# 흥인지문
흥인지문(興仁之門)은 조선의 수도인 한양의 4대문(大門) 중의 하나로 동쪽의 대문이다. 속칭은 동대문(東大門)으로, 이는 조선 초기부터 불린 이름이다. 1963년 1월 21일 대한민국의 보물로 지정되었다.
흥인지문은 한양도성의 축조와 함께 1396년에 처음 지어졌다. 1453년(단종 1년)과 1869년(고종 6년)에 고쳐 지었다. 본래 흥인지문은 동대문구에 속했고, 구 명칭도 여기에서 유래되었으나 수차례 행정구역이 조정되면서 현재는 종로구의 관할에 속하게 되었다. 조선은 왕이 사는 집(家)인 경복궁(景福宮)을 가장 중요하게 생각해 경복궁을 중심으로 동서남북 4대문을 지었는데 그중 동쪽에 위치한 문이 흥인지문(興仁之門)이다.

## 역사
흥인지문은 일대의 지반이 낮아 땅을 돋운 뒤 건설하여야 해서 1396년(태조 5년) 9월 다른 성문을 건립할 때에도 공사중이었으며, 1398년(태조 7년)에야 비로소 완성되었다. 이 때의 이름은 흥인문(興仁門)이었다. 1451년(문종 1년) 3월에는 도성을 고쳐 쌓은 뒤 기한이 남아, 흥인지문을 혜화문과 더불어 수리하였다. 같은 해 10월에 본격적인 흥인지문 정비를 시작하여, 1453년(단종 1년) 5월에 완료하였다.
1724년(영조 즉위년)에는 발인 때 상여가 나가기가 쉽게 하기 위하여, 국장도감에서 건의한 대로 흥인지문의 박석을 파내려갔다. 1868년(고종 5년)에는 흥인지문이 크게 손상되었기에 의정부에서 그 수리를 요청하였다. 이듬해 3월에 중수를 끝냈다. 이 즈음 풍수지리에 따라 한양 동쪽의 지기가 약하다고 하여, 그 기운을 북돋기 위하여 특별히 지(之)자를 넣어 넉 자로 이름을 고쳤다고 전해진다. 그래서 흥인지문의 현판은 4대문 중 유일하게 4글자, 정사각형으로 되어 있다.
1907년(고종 44년) 3월에는 흥인지문과 숭례문의 좌우측 성벽을 8칸씩 헐어 전차 선로를 부설하였다. 조선총독부에 의해 보물 1호로 지정되었는데, 이것이 흥인지문을 숭례문과 함께 임진왜란 당시 일본군이 지나간 역사적 의미가 있는 상징물로 여겼기 때문이라는 주장이 있다.
1999년에는 옹성이 붕괴되어 8월부터 이듬해 4월까지 3억여원을 들여 보수하였으나, 옹성 아랫부분이 튀어나오는 '배부름 현상'이 일어나 재시공을 결정하였다. 지하철이 개통된 이후 지하수위가 낮아지고 지반이 침하되었으며, 2002년 12월부터 2007년 8월까지 옹성을 해체하여 지반 보강 후 복원하였다. 2015년에는 도로를 내면서 끊어진 문 북쪽의 도성 자리에 석재를 포장하는 공사가 이루어졌다.

## 건축적 특징
화강석으로 된 홍예문의 축석 위에 지어졌으며, 도성의 8개 성문 중 유일하게 옹성을 갖추고 있다. 앞면 5칸·옆면 2칸 규모의 2층 건물로, 지붕은 앞면에서 볼 때 사다리꼴 모양을 한 우진각 지붕이다. 지붕 처마를 받치기 위해 장식하여 만든 공포가 기둥 위뿐만 아니라 기둥 사이에도 있는 다포 양식인데, 그 형태가 가늘고 약하며 지나치게 장식한 부분이 많아 조선 후기의 특징을 잘 나타내주고 있다. 또한 바깥쪽으로는 성문을 보호하고 튼튼히 지키기 위하여 반원 모양의 옹성(甕城)을 쌓았는데, 이는 적을 공격하기에 합리적으로 계획된 시설이라 할 수 있다. 숭례문이 조선 초기 양식으로 지어졌으나 흥인지문은 조선 후기 양식으로 되어 있어 서로 대비된다.

## 현지 안내문
서울 흥인지문은 1398년(태조 7)에 세운 당시 서울 도성의 동쪽 문이다. 지금의 문은 1869년(고종 6)에 다시 지은 것이다. 당시 서울성곽에 4개의 대문과 4개의 소문을 세웠다. 동서남북의 사대문에는 각각 인(仁)·의(義)·예(禮)·지(智)의 글자를 넣어 이름을 지었는데, 그중 동쪽의 대문을 흥인문이라 하였다. 흥인지문은 서울의 숭례문과 더불어 가장 규모가 큰 성문이다. 성벽과 이어진 축대에 아치형의 통로를 내고, 그 위에 문루를 세워 성문을 만들었다. 서울의 성문 가운데 문루를 2층으로 만든 것은 숭례문과 흥인지문밖에 없다. 문루는 문을 지키는 장수가 머무는 곳으로 유사시에는 군사를 지휘하는 지휘소의 역할도 했다. 문루 바깥으로는 벽돌로 된 담장과 나무판으로 된 창문을 설치해서 적을 막는 데 유리하게 하였다. 흥인지문의 문루는 전체 구조는 간단하지만 장식이 많은 19세기 건축물의 특징을 잘 반영한다. 또 흥인지문의 앞에 적을 막기 위한 반달 모양의 옹성을 둘렀는데, 이는 서울 성문 가운데 유일하다.

## 사진

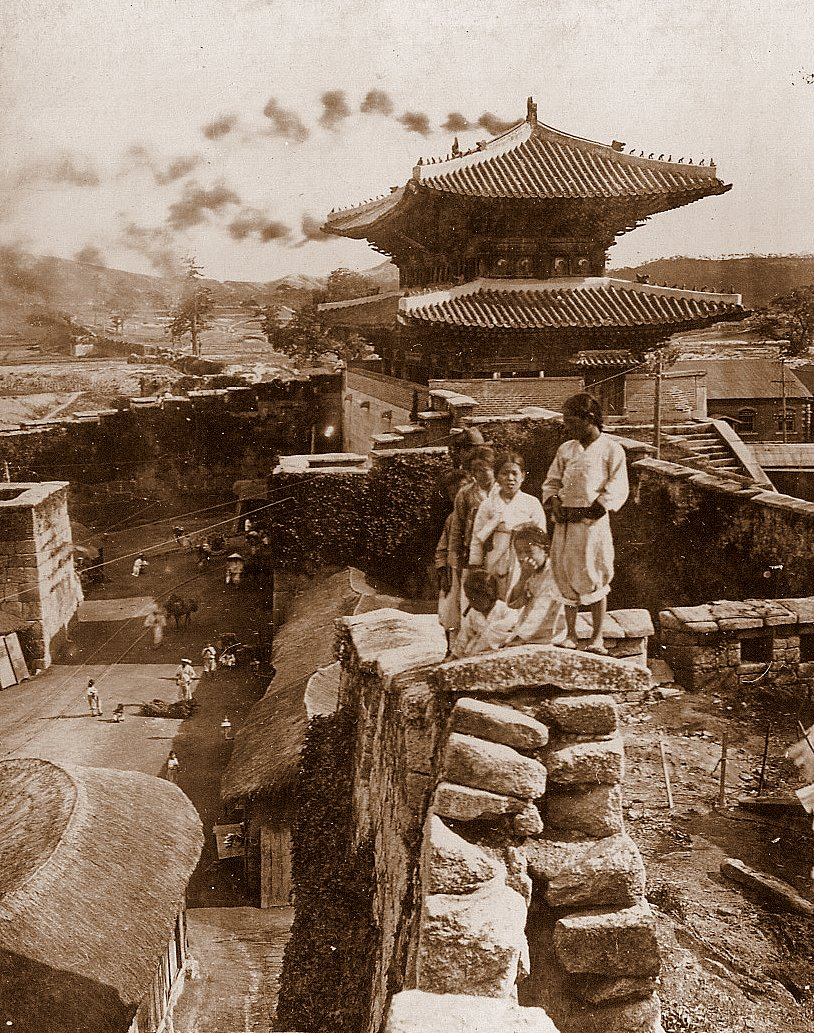
1904년 모습
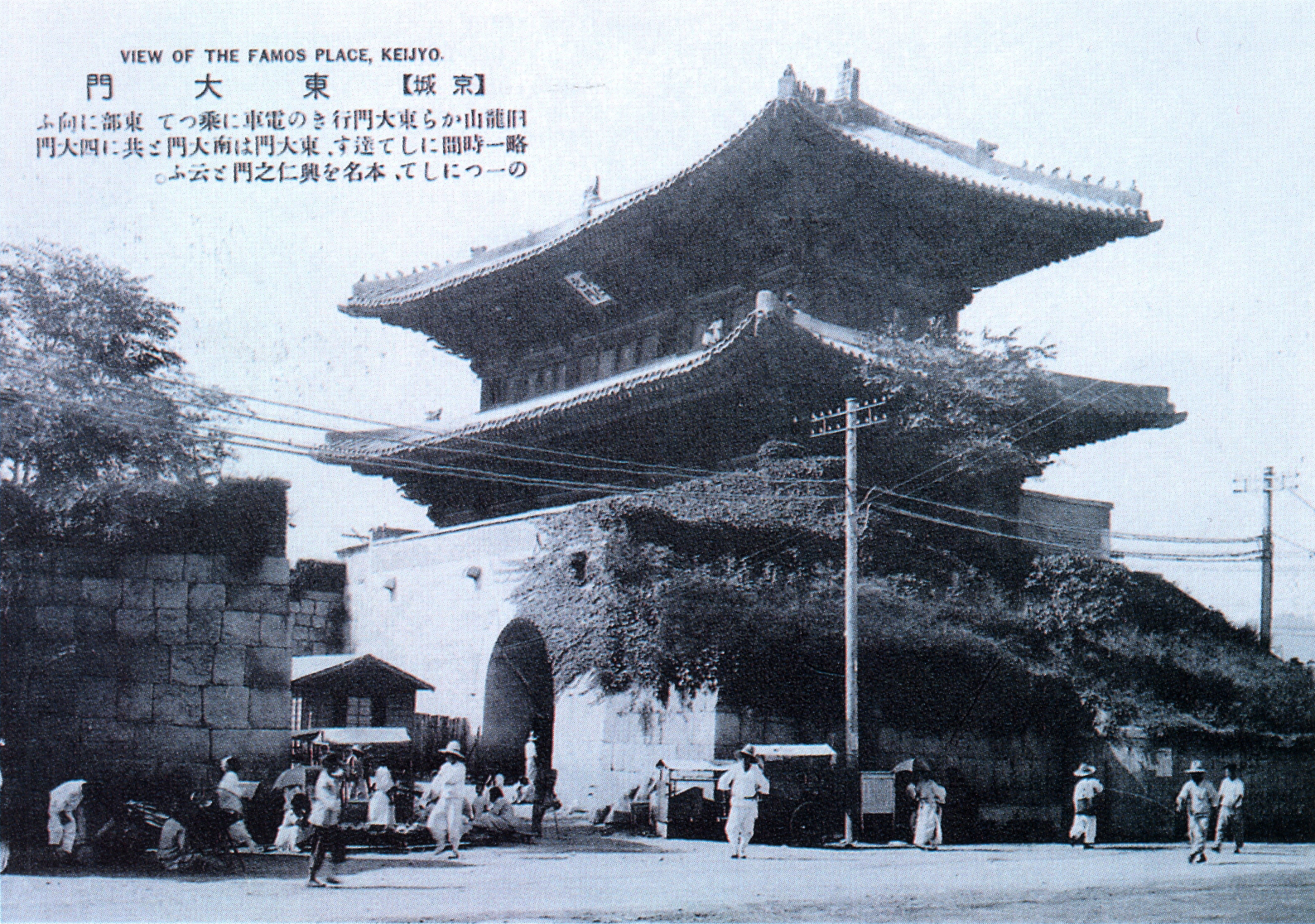
일제 시대의 사진
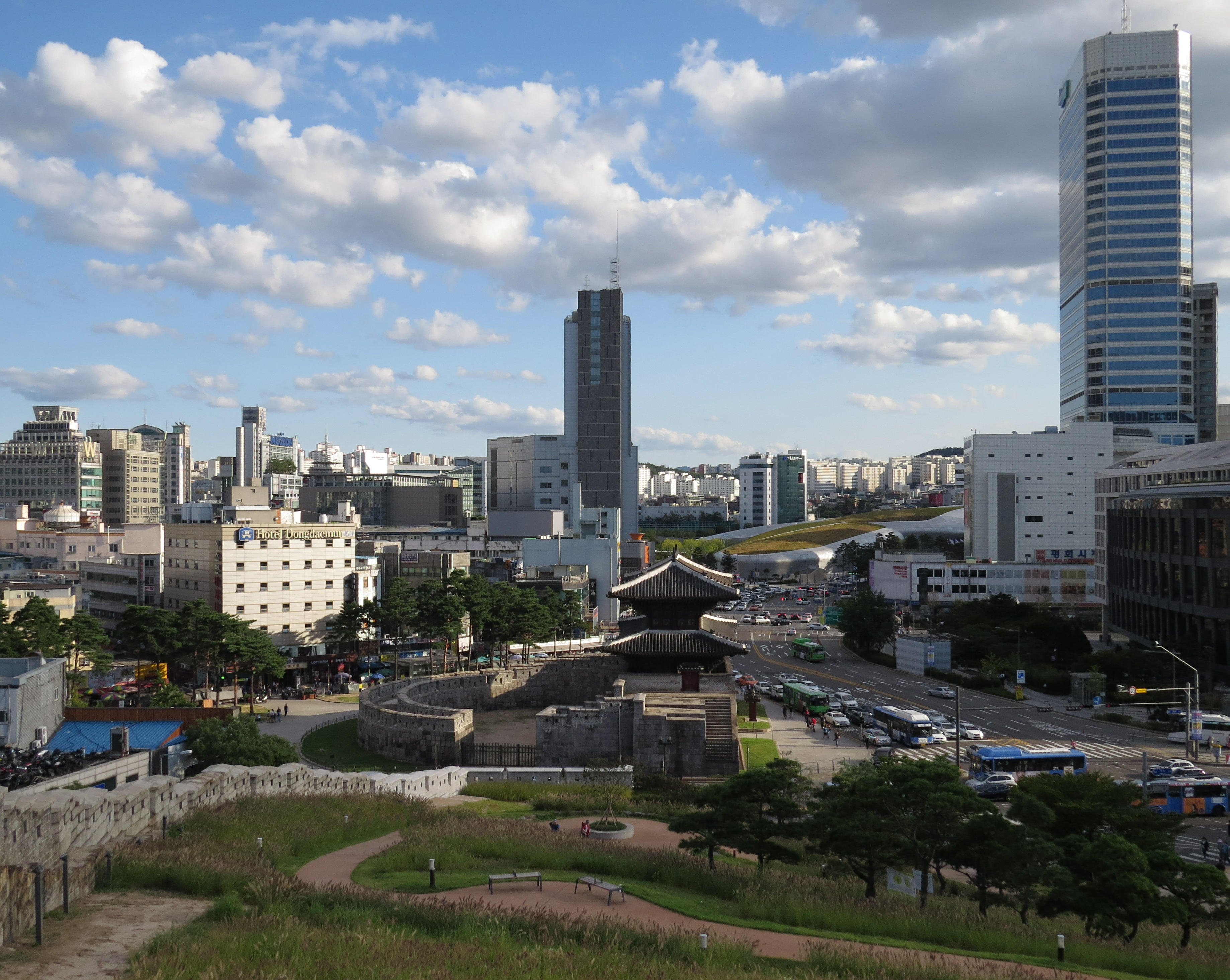
흥인지문과 주변 성벽
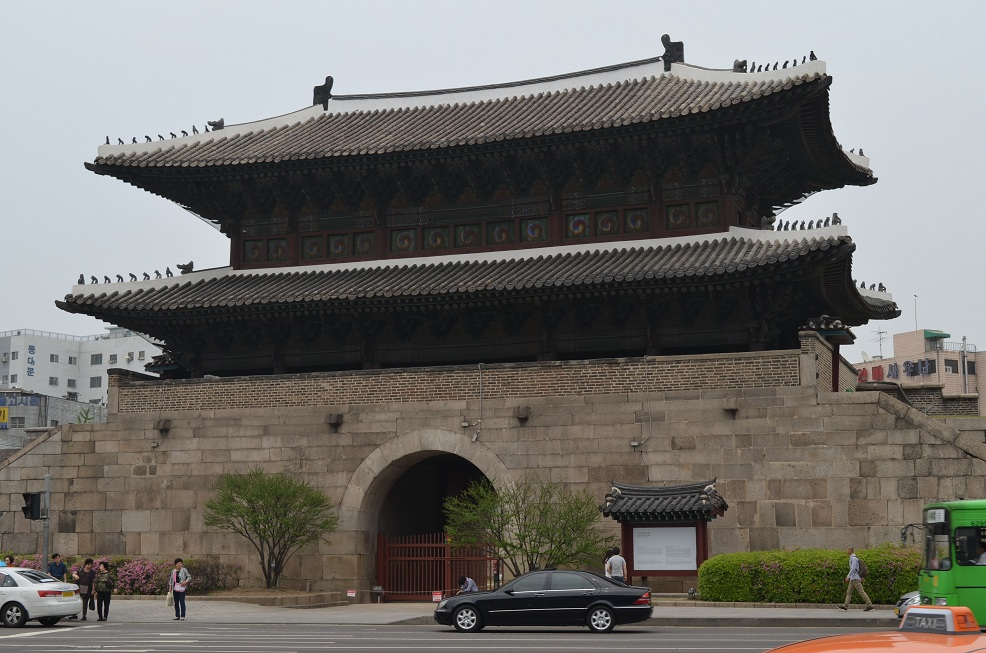
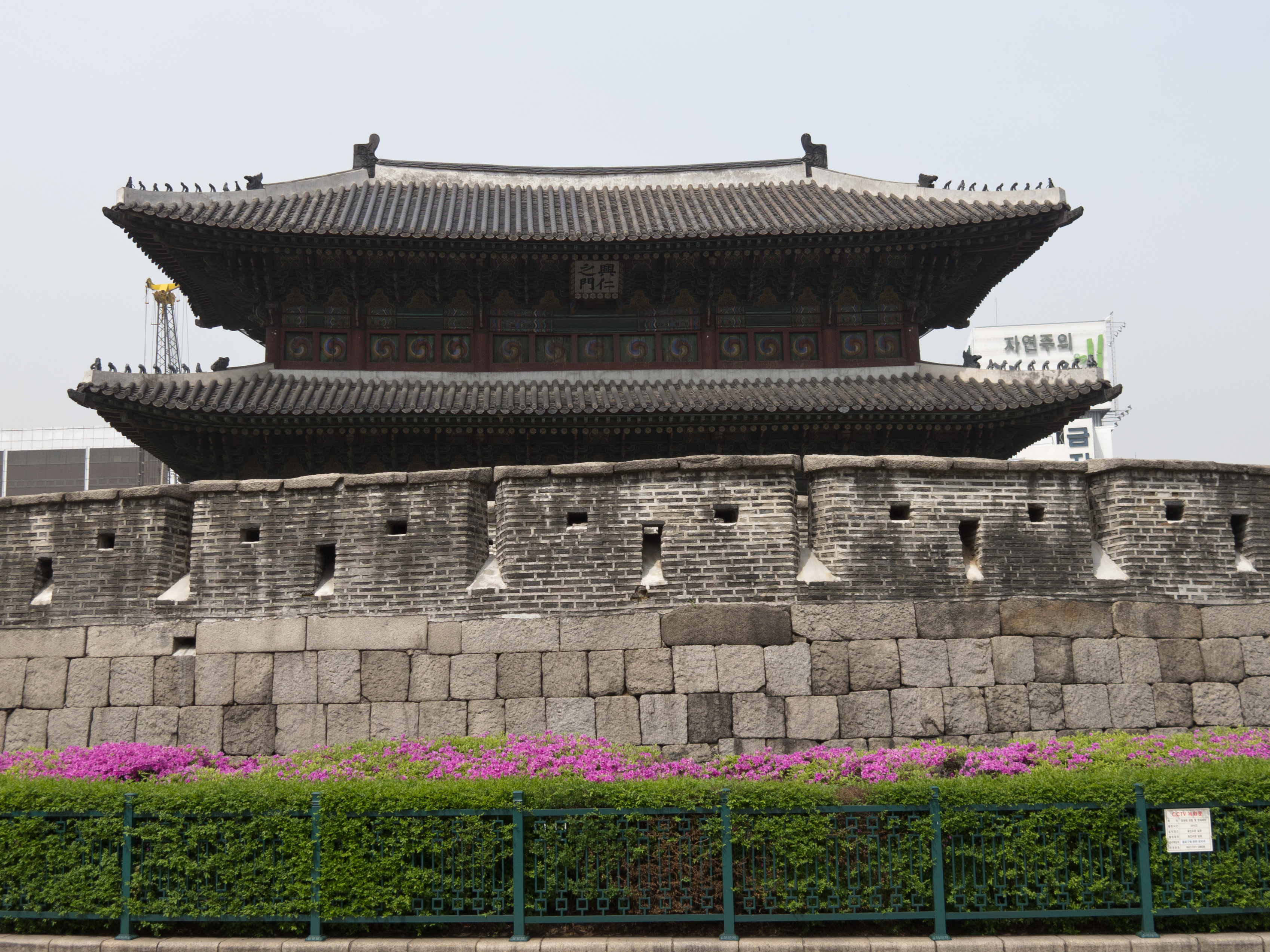
옹벽
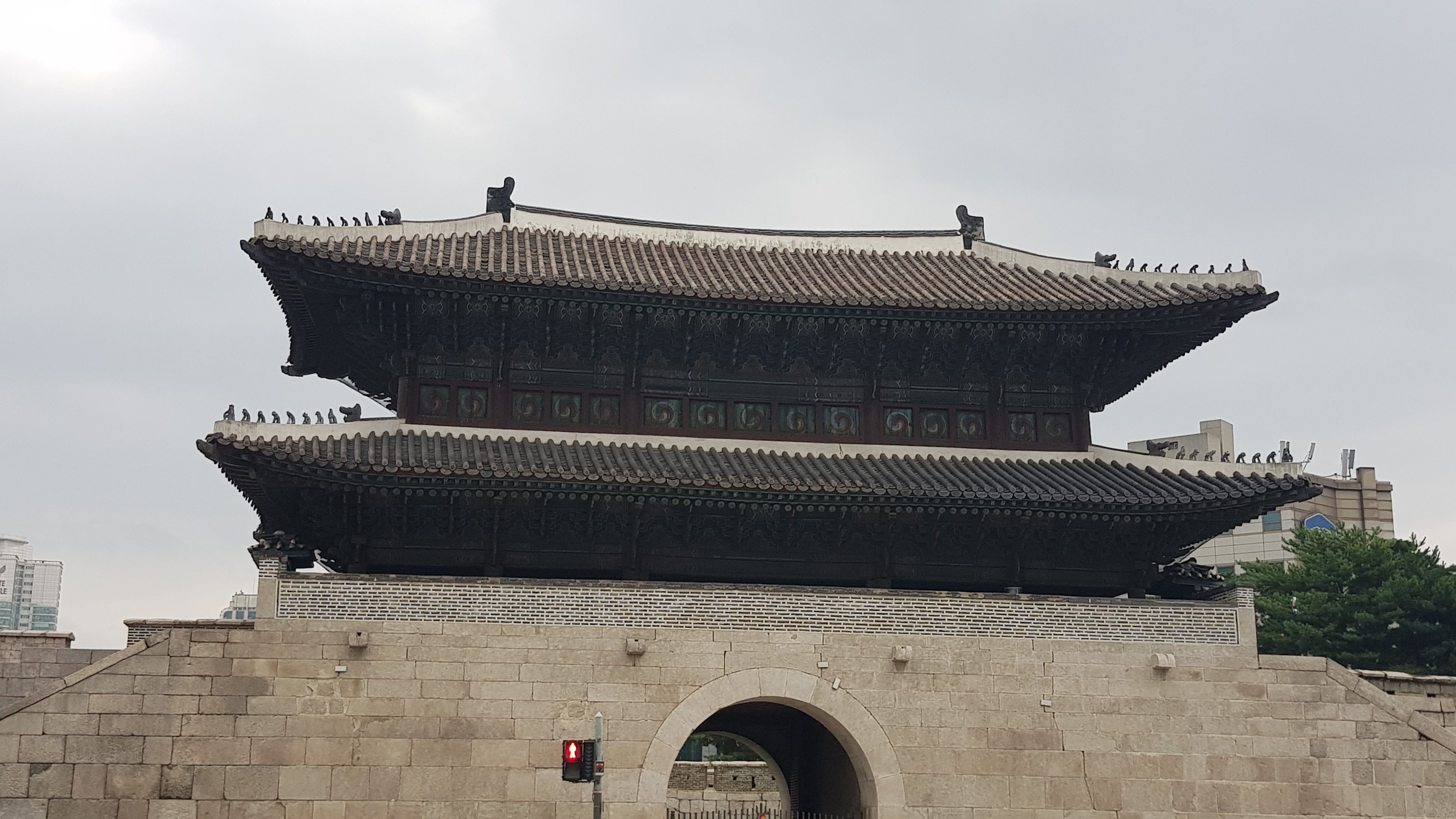

## 사건사고
2018년 3월 9일 새벽 1시 49분경 40대 남성이 흥인지문의 누각에 몰래 침입하여 미리 준비한 종이박스에 불을 붙였으나, 다행히 흥인지문은 담장 일부가 그을리는 데에 그치고 방화범은 당일 체포되었다. 흥인지문은 문화재보호법에 의거하여 동묘, 창의문, 경교장 등과 함께 종로구청에서 관리하고 있다.

## 같이 보기
- 사대문
- 동대문을 열어라